# Hagiografía

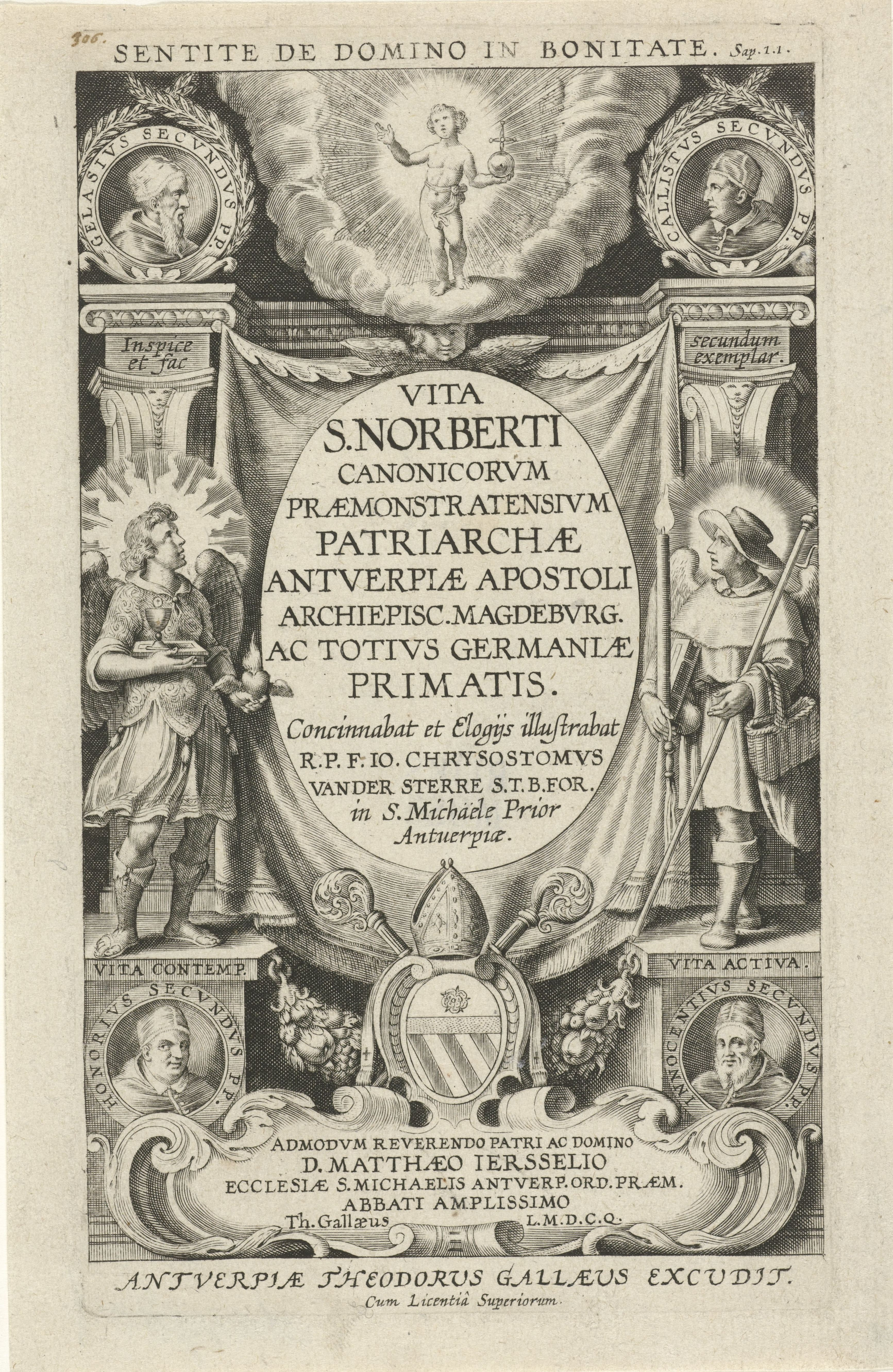
Carátula de una hagiografía de San Norberto de Magdeburgo, por Theodoor Galle (1622)

La hagiografía (del griego: ἅγιος, «santo», y γραφή, «escritura») es una composición biográfica acerca de los santos. Al autor o practicante de la hagiografía se le denomina hagiógrafo. Se denomina también como hagiógrafo a cualquier autor de los libros de la Sagrada Escritura, y, en la Biblia hebrea, a cada libro de la tercera parte donde se encuentran ubicados Job, Rut, Daniel y Ester entre otros. Las ediciones católicas de la Biblia incluyen en esta sección a los Deuterocanónicos: Tobit, Judit y los suplementos griegos de Daniel y Ester. Otras ediciones añaden además a Jonás.

## Extensión histórica
Aunque el término se utilizaba únicamente para este fin en la tradición cristiana desde sus orígenes, e incluso se refería más propiamente al estudio colectivo de los santos (vidas de santos) en vez de uno en particular, actualmente se usa de forma extendida para referirse no solo a las biografías de figuras equivalentes de religiones no cristianas, sino a las de personas que, para su biógrafo, reúnen méritos tan excepcionales y están a un nivel tan separado del resto que en la práctica les trata como a santos. El uso del término, en estos casos, suele ser peyorativo, por quien quiere criticar la falta de objetividad del autor.
En el siglo IV, tras la conversión de Constantino, se compilaron muchos martirologios, narrando (muchas veces con gran realismo y truculencia, lo que contribuyó no poco a su éxito) las excepcionales circunstancias de los mártires durante las persecuciones. Esta literatura cristiana martirial (Actas de los Mártires y las Pasiones o Martyria) surgida en el siglo II como las de Pablo, Pedro, Andrés y Policarpo, fue suplida o sucedida por la biografía de personajes milagrosos; en este campo (hagiográfico) la figura ejemplar fue Atanasio de Alejandría: su obra "Vida de San Antonio" (escrita en 356 o 357) puede considerarse el acta fundacional de este nuevo género histórico. Escrita al poco tiempo de morir el célebre ermitaño, la popularidad de su biografía fue inmediata, tanto en Oriente como en Occidente. Atanasio pudo inspirarse en los prototipos paganos de "hombres santos", como Pitágoras y Apolonio de Tiana, que alcanzaron las cimas de la sabiduría y la perfección humana según los criterios de la paideia clásica. Pero Atanasio habla de una santidad distinta, que no se adquiere con la reflexión filosófica, sino en la búsqueda incansable de Dios, en la soledad del desierto, superando tentaciones demoníacas y curtiéndose en un ascetismo sobrehumano. Este prototipo de santidad, ideal espiritual de todo buen cristiano de la época, se encarnó por un elevado número de monjes, obispos y ermitaños, a cuyas tumbas o lugares de retiro acudía el pueblo fiel en busca de remedio para sus enfermedades, iluminación para cualquier otra adversidad o mediación ante los poderes celestiales. La santidad relevó así a la filosofía como el camino privilegiado de perfección. En ese mundo clásico dominado ideológicamente por el cristianismo, las biografías de héroes, emperadores, capitanes o filósofos. dejaron su lugar a las de estos personajes singulares, auténticos sucesores espirituales de los mártires, que vencen a los demonios y cumplen insólitos milagros con la asistencia de Dios.
Las vidas de santos se leían como sermones y se catalogaban en calendarios anuales o menaion (del griego μηνιαίος, menaíos, "mensual"), de los que se hacían versiones cortas, del santo de cada día, o synaxarion. Las hagiografías elegidas por un compilador para formar un libro de vidas de santos se denominaban paterikon (del griego πατέρας, patéras, "padre").
En Europa Occidental, la hagiografía más divulgada en la Baja Edad Media fue la "Vida de San Benito" narrada por Gregorio Magno y en el Renacimiento fue la "Leyenda Áurea" de Jacopo da Vorágine y, durante la Edad Moderna, las Acta Sanctorum comenzadas por el jesuita Jean Bolland.

## Géneros literarios
Los géneros literarios empleados en la hagiografía se diversifican según los modelos de santidad más populares entre los cristianos (así, por ejemplo, del modelo de los mártires se pasó al de los monjes y luego a los obispos como Martín de Tours, etc.), pero también según la intencionalidad de los autores. Así, por ejemplo, un acta de mártir elaborada durante el período de las persecuciones buscaba animar a los cristianos a dar su vida si fuera necesario para testimoniar su religión. En cambio, las actas de mártires que se escribieron desde el siglo IV tenían más bien un carácter apologético.
Los principales géneros literarios de la hagiografía son:
- El escrito apócrifo, especialmente los relacionados con personas del Nuevo Testamento: textos que buscaban llenar los huecos de información que los textos canónicos dejaban sobre la vida de Jesús de Nazaret o de los primerísimos cristianos.
- Las Actas de los mártires, que agrupa aquellas obras que reproducen las actas procesales que llevaron a la condena de algunos cristianos, o bien narraciones más o menos elaboradas del juicio que afrontó el mártir antes de ser condenado. El autor o compilador cristiano suele ser una persona contemporánea a los hechos. El ejemplo que suele mencionarse de acta son las de san Cipriano.[8]
- Las Pasiones o Martyria, que narran el juicio y la muerte de los mártires cristianos. Los autores de estos testimonios son personas que vivieron mucho tiempo después del martirio. Por ejemplo, la Passio Sanctae Felicitatis.
- Las vidas, al estilo de las escritas por Suetonio que fijaban su atención en toda la vida del santo (no solo en el momento de su testimonio como mártir) y que, por tanto, buscan presentar al personaje como modelo de vida cristiana. A modo de ejemplo se puede mencionar la Vita Martini de Sulpicio Severo.
- Los martirologios, que son listas ordenadas según el calendario con los santos cuyo dies natalis o natalicio se recuerda. Con el paso del tiempo, al simple nombre del santo a recordar se añadieron breves noticias biográficas. Se cree que el iniciador de este tipo de colección fue Beda el Venerable.
- La leyenda era la narración edificante de la vida de un santo que se leía en la liturgia de las horas.
- El legendario o pasionario era una colección de leyendas sobre vidas de santos usado con motivos de edificación. Uno de los más famosos es la Legenda aurea, de Jacobus de Vorágine (siglo XIII).
- Los himnos de temas hagiográficos, como los compuestos por Ambrosio de Milán o Prudencio de Calahorra.

## Hagiografía medieval castellana

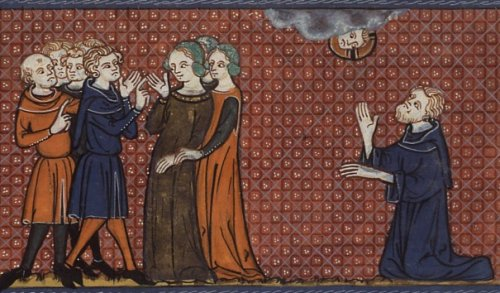
Santa Pelagia de Antioquía, en un manuscrito del siglo XIV

El género hagiográfico en la península principalmente se desarrolla en dos ejes, las Vitae y las Passiones, siendo las primeras el relato biográfico de un santo, y las segundas el relato del suplicio de un mártir cristiano. En ambos casos, se plantea el género como un estimulante del sentido religioso y de la devoción, y como un modelo de vida para los fieles.
En un primer momento, durante la época visigótica y buena parte de la mozárabe hasta el reinado de Alfonso X de Castilla, la literatura hagiográfica está escrita en latín. Hasta el siglo XI predomina el pasionario en forma de compilación donde la mayor parte de los mártires descritos son extranjeros. La obra más destacable de este periodo es el Passionario Hispánico donde encuentran cabida tanto las pasiones redactadas en la época romana como las pasiones redactadas en la época visigótica y las redactadas en la época mozárabe. En cuanto a las Vitae existe un número reducido de ejemplares si se compara con el corpus producido en otras latitudes. Es a partir del siglo XI donde la literatura hagiográfica peninsular aún escrita en latín experimenta dos siglos de auge. 
Después de este primer momento los monjes de la península, influidos por los franceses y occitanos, a partir del siglo XIII comienzan a escribir literatura hagiográfica en lengua vernácula y ya no en latín. Este gesto de escritura comienza a acercar al género a un estilo de rasgos juglarescos con el fin de emparentarse con la religiosidad popular. Es importante señalar que en la semblanza que de los santos hace la literatura de estos siglos, y siguiendo al desarrollo de la literatura seglar, hay una presencia constante de similitudes entre los santos y los héroes nobles, en virtud de la construcción de un folklore popular enmarcado por un sistema armónico de valores religiosos y caballerescos en donde el arquetipo del Santo y el del Héroe parecen conjugarse. Es una costumbre generalizada durante la Edad Media la de canonizar héroes y reyes, por un lado, y por otro la de afamar santos y dotarlos de celebridad que, en cierta medida, es la función que cumple el relato hagiográfico. 
“Notemos que santos y héroes se encuentran hermanados, más allá de su estricto código, por su marcado ascetismo y su anhelo de perfección, por una valentía que lleva a derramar la sangre propia para dar testimonio de su fe o de su lealtad, a su Dios, a su patria, en caso de la poesía épica, o a su dama, en el caso de la novela. (…) Santos y héroes se ven forzados a superar las continuas pruebas a que son sometidos por fuerzas adversas, contrarias al principio del bien y el orden”.
Aunque aparezcan obras escritas en castellano no se detiene la producción, más culta y menos secular, de literatura hagiográfica en latín. Por ejemplo, durante el siglo XIII encontramos la Vita Sanctorum de Rodrigo el Cerratense y la Vita sanctorum Christi martyrum et confesorum Hispaniae del canónigo sevillano Bernardo de Brihuega, encargado por Alfonso el Sabio de compilar las leyendas de los mártires y los confesores españoles. 
En el siglo XIII también tiene lugar el nacimiento de la literatura de Summae gracias a la famosa Leyenda Áurea de Jacobo de la Vorágine, que se expandió por toda Europa a tal punto que en la Baja Edad Media se lo conocía como un libro indispensable en todo monasterio. De sus tantas versiones, aquellas ediciones traducidas al castellano se conocen como Flos Sanctorum. La primera, que inaugura la tradición, se remonta al mismo siglo XIII. Otras versiones importantes a mencionar de la época pretridentina son la Flos sanctorum con sus ethimologías y sus derivados (1475), y la Leyenda de los Santos (que vulgarmente flossantorum llaman) (1490). Ya en el siglo de oro aparecerán diesciciete ediciones de Flores Sanctorum, quince en castellano y dos en catalán. De ellas las más nombradas son la de Alonso de Villegas (1578), la de Pedro de Ribadeneira (1526) y la Flos sanctorum renacentista de Gonzalo de Ocaña (1516). 
En el recuento de literatura hagiográfica escrita en castellano debemos mencionar las obras más importantes, como la Vida de Santa María Egipcíaca, compuesta en verso octosílabo con tono popular y didáctico; el Libre dels tres reys d'Orient, también llamado Libro de la Infancia y muerte de Jesús, compuesto en lengua híbrida castellana y aragonesa, que es una semblanza de la vida de Jesús tomando como fuente evangelios apócrifos y canónicos. Además de ambas obras de autor anónimo, en el siglo XIII se encuentra el hagiógrafo más importante de este periodo medieval, emparentado con el Mester de Clerecía, Gonzalo de Berceo, monje y poeta riojano de quien no se conservan códices originales, sino copias posteriores. El estilo de sus obras se constituye escrito en cuaderna vía, aunque con rima irregular. En sus obras hagiográficas encontramos la Estoria de sennor San Millán, la Vida de Sancta Oria, virgen; La vida del glorioso confesor Santo Domingo de Silos, Y El martirio de san lorenzo.
“[A partir del siglo XIV] es notorio como el género de las Pasiones desaparece en beneficio de las vidas, incluso los relatos con tema martirial van adoptando las formas de estas últimas. Además, generalmente se trata de composiciones en prosa y raramente en verso". En este siglo se ubican Vitae sobre San Alejo, Santa Pelagia y Santo Domingo de Guzmán; también la Istoria de San Alifonso, Arçobispo de Toledo, poema que mezcla la cuaderna vía con versos de arte menor. Sobre San Ildefonso, arcipreste de Talavera escribió una vitae, y otra sobre San Isidoro.